# Fredrik Janson
Johan Fredrik Janson, född 24 september 1865 i Ljusnarsbergs församling, Örebro län, död 27 augusti 1931 i Härnösands församling, Västernorrlands län, var en svensk organist.

## Biografi
Janson föddes 1865 i Ljusnarsbergs församling. Han avlade 1882 organistexamen vid kungliga musikkonservatoriet i Stockholm, 1890 kyrkosångarexamen, 1892 musiklärarexamen och 1887 folkskollärarexamen i Karlstad. Janson arbetade åren 1887–1890 som organist vid Ulriksdals slottskapell och folkskollärare i Solna. Åren 1890–1892 var han lärare vid Frimurarbarnhuset i Stockholm och från 1892 musiklärare vid Skara högre allmänna läroverk. Han var mellan 1893 och 1900 domkyrkoorganist i Skara stadsförsamling. Janson var från 1899 musiklärare vid Härnösands högre allmänna läroverk och Folkskollärarseminariet i Härnösand. Han blev 1900 domkyrkoorganist i Härnösands församling. Janson avled 1931 i Härnösand.